# Natation géorgienne

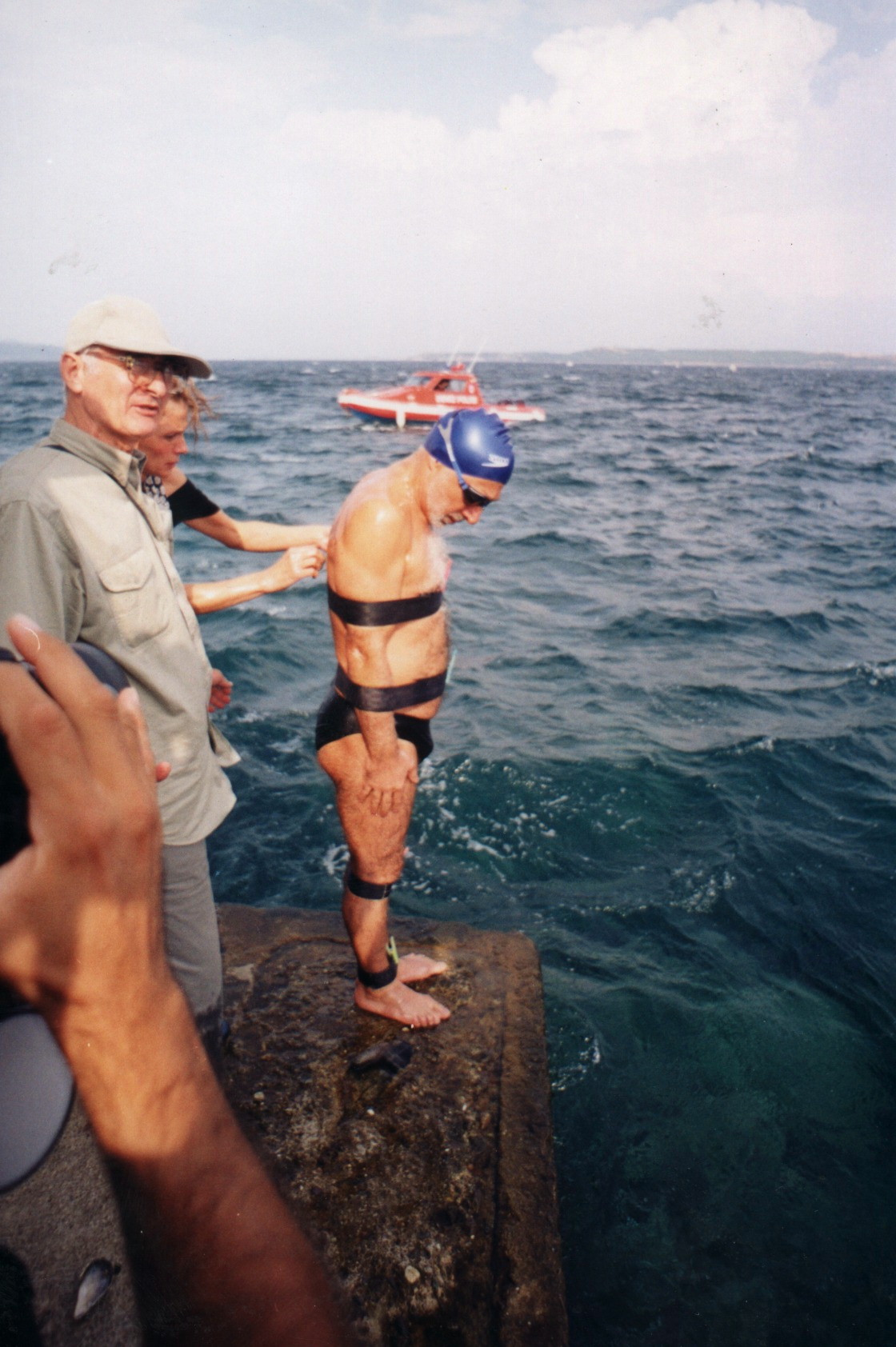
Henri Kouprachvili s’apprêtant à franchir les Dardanelles.

La natation géorgienne englobe plusieurs styles de natation propres à la Géorgie : le lazuri, la nage colche, l’abkhazien, l’okribula, l’ibérien, le takhvia ainsi que, en partie, le khashuruli et le qizikhuri. Leur point commun consiste à nager les membres supérieurs et inférieurs entravés ou, dans les variantes libres, serrés le long du corps. Ainsi, les seuls mouvements demeurant possibles sont les ondulations imitant le dauphin.

## Historique

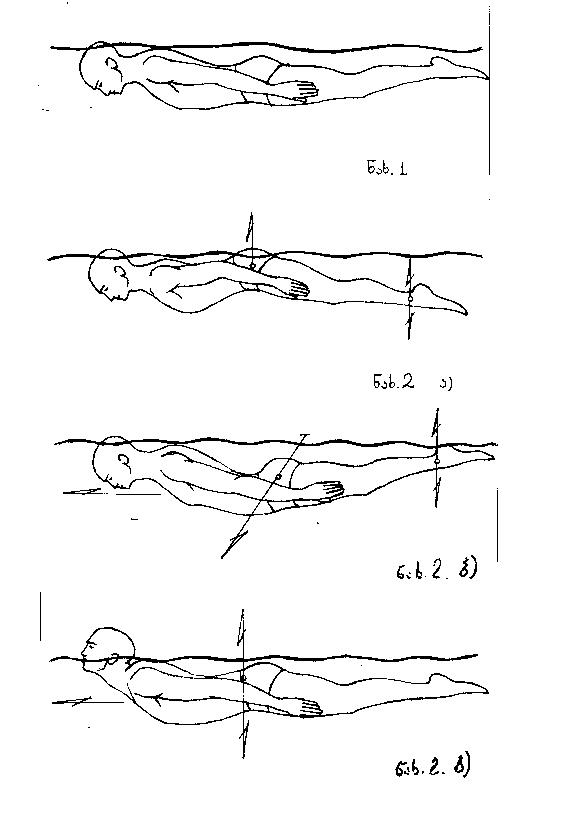
Schéma du style colchique libre.

Au début des années 1960, Levan Kursua, du village d’Ergeta en Mingrélie, racontait que les guerriers de Colchide et du royaume d'Ibérie nageaient, pour s’entraîner, pieds et mains liés. Passé la crainte initiale, cette manière de nager permettrait de développer la force et l’endurance du soldat et de surmonter la peur de la noyade et de la mort en général. Cela augmenterait également ses chances de pouvoir s’évader par la mer au cas où il serait retenu captif et entravé.
Le 28 janvier 2001, Henri Kouprachvili nage deux kilomètres sans pause dans le style de nage colche libre, jambes entravées et bras liés le long du corps, ce qui lui vaut de rentrer dans le Livre Guinness des records. L’année suivante, il traverse le détroit des Dardanelles ainsi, en 3 heures et 15 minutes, pour une distance de douze kilomètres.
Le 7 juin 2004, la première compétition de nage colche libre et liée a lieu à Laguna Vere.
Le 3 septembre 2006, quatre écoliers âgés de onze à treize ans, Nino Basilaia, Ani Sichinava, Irakli Shengelia et Nastia Grivach deviennent les premiers à nager la colche lié à travers le lac de Tbilissi.